# Poecilopachys speciosa
Poecilopachys speciosa är en spindelart som först beskrevs av Ludwig Carl Christian Koch 1872.  Poecilopachys speciosa ingår i släktet Poecilopachys och familjen hjulspindlar.
Artens utbredningsområde är Queensland. Inga underarter finns listade i Catalogue of Life.